# Prijanovići
Prijanovići es un pueblo ubicado en la municipalidad de Kladanj, en el cantón de Tuzla, Bosnia y Herzegovina.

## Superficie
Posee una superficie de 2,15 kilómetros cuadrados.

## Demografía
Hasta 2013 la población era de 431 habitantes, con una densidad de población de 200,4 habitantes por kilómetro cuadrado.